# Juglandaceae
Las juglandáceas (Juglandaceae) son una familia del orden Fagales. Agrupa unos 8 géneros de árboles caducifolios, en total, unas 50 especies, la mayoría originarios de regiones templadas del hemisferio norte. 
Entre las especies se cuentan árboles productores de frutos secos y madera como los nogales —género Juglans— y los pecanes —género Carya—— de gran importancia comercial. El nogal común, Juglans regia, es uno de los principales cultivos de frutos secos del mundo. El nogal, el nogal americano y el gaulin también son árboles madereros valiosos.

## Descripción
La familia está compuesta por árboles –en raras ocasiones arbustos, en especies extraibéricas–, unisexuales, monoicos, rara vez dioicos, de médula sólida o perforada, generalmente ricos en taninos, a menudo con pequeñas glándulas peltadas, de color amarillo pálido–que al secarse adquieren aspecto de escamas–, y pelos fasciculados o glandulíferos.
Las yemas son desnudas o protegidas por catáfilos. Las hojas son caducas, rara vez perennes, alternas –rara vez opuestas o verticiladas–, compuestas, pari- o imparipinnadas, a veces ternadas, pecioladas o sésiles, olorosas con folíolos de enteros a serrados, sin estípulas. La inflorescencia masculina está en amento, solitario o agrupados en panícula, en general lateral, erecto o péndulo, en la base de las ramas del año anterior. 
La inflorescencia femenina también está en el amento, con numerosas flores y péndulo, o en racimo con pocas flores y erecto, al menos en la fructificación, terminal en las ramas del año –inflorescencia rara vez en panícula andrógina, con el amento central, espiciforme, con todas las flores femeninas (o solo algunas) y los laterales. Las flores masculinas son de brácteas enteras o trilobuladas, soldadas al pedicelo y más o menos soldadas al receptáculo; hay de 0 a 2 bractéolas, soldadas al pedicelo y más o menos soldadas al receptáculo y sépalos, de tal forma que todo el conjunto parecen partes del cáliz. El receptáculo es más o menos plano, corto o alargado; el cáliz tiene 0-4 sépalos, soldados al receptáculo y, en su caso, a brácteas y bractéolas, con 0-4 lóbulos apicales, más o menos irregulares; los estambres, en número de (2)3-50, son sésiles o casi, de anteras glabras o pubescentes dehiscentes longitudinalmente,; el polen tiene 3-9(-16)-poros y es foraminado o rugado; el gineceo es vestigial o inexistente. Las flores femeninas, de brácteas enteras o trilobuladas, y 2(3) bractéolas enteras o más o menos dentadas o lobuladas, todas soldadas solo a la base o hasta el ápice del receptáculo y cáliz; el receptáculo es más o menos cónico u ovoide y el cáliz tiene normalmente 4 sépalos –a veces inexistente–, soldados al receptáculo y, en su caso, a brácteas y bractéolas, normalmente con 4 dientes o lóbulos apicales, más o menos irregulares; los estambres están de ordinario inexistentes, rara vez con algunos vestigiales; el ovario es ínfero, unilocular en la parte superior, y con 2, 4(8) lóculos en la base; los carpelos de 2 –rara vez 3-4 en algunas flores–, están soldados y el estilo tiene 2-4 ramas estilares, a veces muy cortas con estigmas a lo largo de las ramas estilares o solo en su ápice, a veces pequeños y subglobosos; el primordio seminal es de placentación axilar. 

### Fruto
El fruto contiene una única semilla grande que tiene lóbulos de dos a cuatro o incluso ocho. Falta un endospermo. La plántula llena la nuez. Los cotiledones son de cuatro lóbulos, a menudo carnosos y ricos en aceite. Tras la germinación, a menudo permanecen dentro de la nuez, pero también pueden aparecer en el exterior como hojas de cuatro lóbulos.
Existen dos tipos de frutas dentro de la familia:
- El fruto en nuez, que está encerrado por una cáscara fibrosa adherida a la nuez, que se abre al madurar o permanece cerrada: en este fruto a lo largo de la maduración, normalmente la bráctea o bractéolas y en ocasiones los sépalos crecen, y además a veces engrosan, formando una estructura especializada con 1-3 alas (fruto samaroide).

- El segundo tipo es una nuez de cáscara fina o una nuez de piel fina (fruto drupáceo, trima), indehiscente o dehiscente de forma más o menos irregular, más o menos pétrea, bivalva, con 2, 4(8) lóculos en la base. La cáscara está formada por el involucro y el cáliz, y la piel fina está formada solo por el cáliz. Sin embargo, la cáscara nunca está formada por el pericarpio, por lo que el fruto no es una verdadera drupa. Esta forma de fruta a veces se llama trima.

Hay una sola semilla,  en general sin endospermo, relativamente grande, con cotiledones cuadrilobulados separados por un tabique normal a las 2 valvas y a su sutura.

## Usos

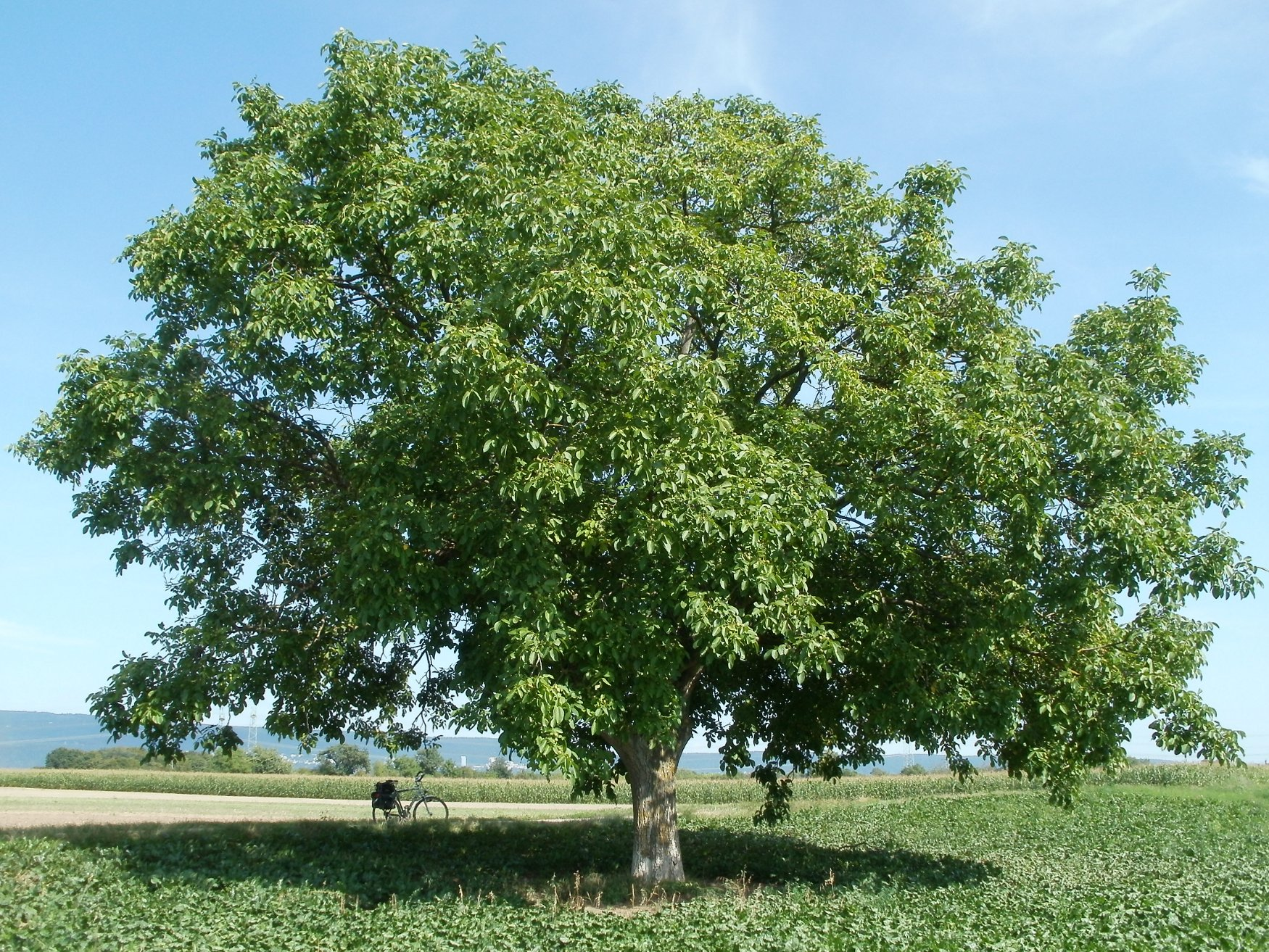
Juglans regia.

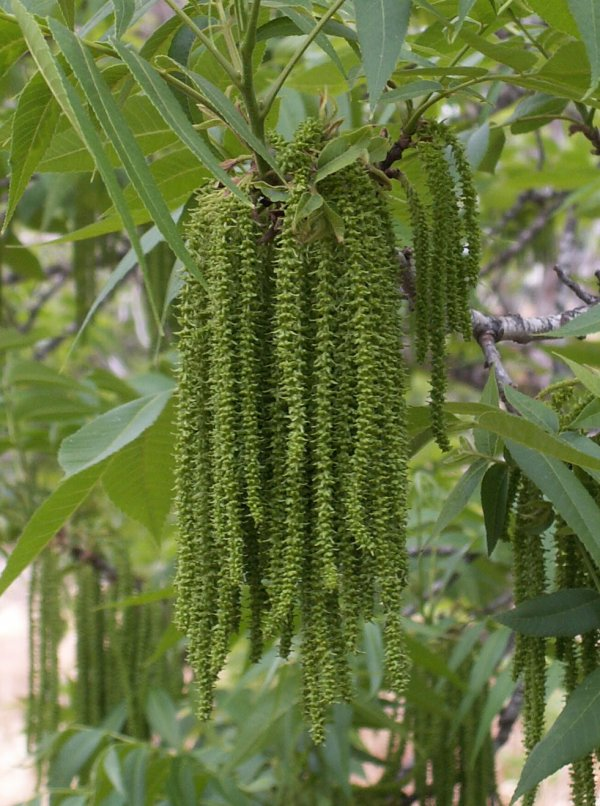
Inflorescencia masculina péndula de Carya illinoinensis.

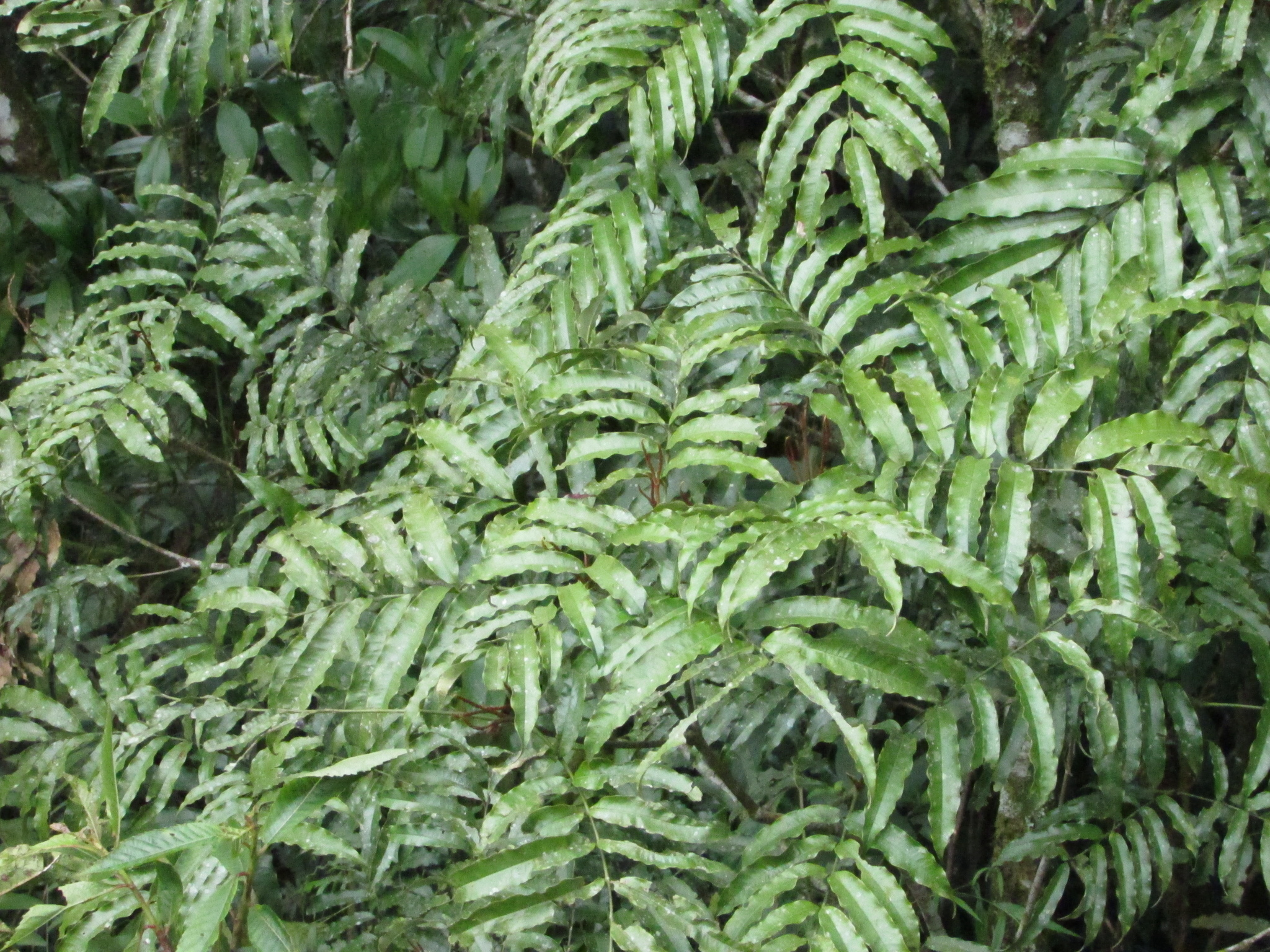
Hojas de Alfaroa mexicana.

Entre las aproximadamente 50 especies que componen la familia,  se incluyen varias con importancia económica relevante concretamente en la producción de nueces comunes (Juglans), pecanas (Carya illinoinensis) y pacanas (Carya). La nuez producida por la especie Juglans regia' es uno de los principales tipos de frutos secos producidos comercialmente en todo el mundo.
Las diversas especies de nogal, y también las especies del género Alfaroa', son importantes en la producción de madera de alta calidad. La madera de nogal ha sido considerada durante siglos una de las mejores maderas para la construcción de muebles. El nogal europeo se encuentra principalmente en Europa occidental y central, donde el clima es más cálido. La madera tiene un grano gris claro de 3 a 7 cm. El duramen es de color marrón mate a marrón oscuro, irregularmente cruzado por vetas más oscuras de diferente anchura. Las maderas procedentes de Francia suelen tener un brillo ligeramente rojizo y un aspecto especialmente uniforme. La madera del nogal americano es de color uniforme violáceo o marrón púrpura. La albura es de color amarillento a marrón grisáceo claro. El color de la madera de las distintas especies varía considerablemente y depende en gran medida de la edad y la ubicación. Todas las maderas de nogal americano tienden a dorarse y a perder color cuando se exponen a una luz intensa. La madera del nogal europeo es más dura y pesada que la de las especies americanas. La madera de nogal se transforma principalmente en barniz. Así se fabrican muebles valiosos y nobles. Los muebles de nogal americano de color oscuro se denominan nogal de Baltimore.
La madera maciza de nogal se utiliza para suelos, culatas de armas y muebles. La madera maciza de nogal tiene los siguientes valores paramétricos:
- Peso específico: 0,57-0,81 g/cm3
- Resistencia a la tracción: ZB II100 N/mm²
- Resistencia a la compresión: 58-72 N/mm2
- Resistencia a la flexión: 119-147 N/mm2.
- Dureza por el método Brinell con 12 % de humedad: H BII = 52 N/mm²

## Subfamilias, tribus y géneros
- Engelhardioideae Iljinsk. (Alfaroa, Oreomunnea, Engelhardtia, Platycarya); sin. Engelhardtiaceae Reveal & Doweld, Platycaryaceae Doweld
- Juglandoideae Eaton, con 2 tribus: Juglandeae Rchb. (Cyclocarya, Pterocarya , Juglans) y Hicorieae W.E.Manning (Carya).

### Géneros aceptados y sinónimos
- Alfaroa Standl.
- Carya Nutt.
- Cyclocarya Iljinsk.
- Engelhardtia Lesch. ex Blume
- Hicorius Raf. = Carya Nutt.
- Juglans L.
- Oreomunnea Oerst.
- Platycarya Siebold & Zucc.
- Pterilema Reinw. = Engelhardtia Lesch. ex Blume
- Pterocarya Kunth
- Rhamphocarya Kuang = Carya Nutt.[7]

## Lista de especies
Según NCBI:
- género Alfaroa
  - Alfaroa costaricensis
  - Alfaroa guanacastensis
  - Alfaroa manningii
  - Alfaroa williamsii
- género Alfaropsis
  - Alfaropsis roxburghiana
- género Annamocarya
  - Annamocarya sinensis
- género Carya
  - Carya cathayensis
  - Carya cordiformis
  - Carya glabra
  - Carya illinoinensis
  - Carya mexicana
  - Carya myristiciformis
  - Carya ovata
  - Carya tomentosa
  - Carya tonkinensis
- género Cyclocarya
  - Cyclocarya paliurus
- género Engelhardia
  - Engelhardia fenzelii
  - Engelhardia serrata
  - Engelhardia spicata
- género Juglans
  - Juglans ailantifolia
  - Juglans australis
  - Juglans boliviana
  - Juglans californica
  - Juglans cathayensis
  - Juglans cinerea
  - Juglans hindsii
  - Juglans hindsii × Juglans regia
  - Juglans hirsuta
  - Juglans hopeiensis
  - Juglans jamaicensis
  - Juglans major
  - Juglans mandshurica
  - Juglans microcarpa
  - Juglans mollis
  - Juglans neotropica
  - Juglans nigra
  - Juglans nigra × Juglans regia
  - Juglans olanchana
  - Juglans regia
  - Juglans sigillata
  - Juglans steyermarkii
  - Juglans venezuelensis
  - Juglans sp. NSW 476481
- género Oreomunnea
  - Oreomunnea mexicana
  - Oreomunnea pterocarpa
- género Platycarya
  - Platycarya strobilacea
- género Pterocarya
  - Pterocarya caucasica
  - Pterocarya fraxinifolia
  - Pterocarya hupehensis
  - Pterocarya macroptera
  - Pterocarya rhoifolia
  - Pterocarya stenoptera
  - Pterocarya tonkinensis
- género Rhoiptelea
  - Rhoiptelea chiliantha

## Filogenia
La filogenética molecular moderna sugiere las siguientes relaciones:
|  | Engelhardia                                            |
|  |                                                        |
|  | \| \| Alfaroa \| \| \| \| \| \| Oreomunnea \| \| \| \| |
|  |                                                        |
|  | Alfaroa                                                |
|  |                                                        |
|  | Oreomunnea                                             |
|  |                                                        |

|  | Alfaroa    |
|  |            |
|  | Oreomunnea |
|  |            |

|  | Carya       |
|  |             |
|  | Annamocarya |
|  |             |

|  | Cyclocarya                                             |
|  |                                                        |
|  | \| \| Pterocarya \| \| \| \| \| \| Juglans \| \| \| \| |
|  |                                                        |
|  | Pterocarya                                             |
|  |                                                        |
|  | Juglans                                                |
|  |                                                        |

|  | Pterocarya |
|  |            |
|  | Juglans    |
|  |            |

|  | Cyclocarya                                             |
|  |                                                        |
|  | \| \| Pterocarya \| \| \| \| \| \| Juglans \| \| \| \| |
|  |                                                        |
|  | Pterocarya                                             |
|  |                                                        |
|  | Juglans                                                |
|  |                                                        |

|  | Pterocarya |
|  |            |
|  | Juglans    |
|  |            |

|  | Carya       |
|  |             |
|  | Annamocarya |
|  |             |

|  | Cyclocarya                                             |
|  |                                                        |
|  | \| \| Pterocarya \| \| \| \| \| \| Juglans \| \| \| \| |
|  |                                                        |
|  | Pterocarya                                             |
|  |                                                        |
|  | Juglans                                                |
|  |                                                        |

|  | Pterocarya |
|  |            |
|  | Juglans    |
|  |            |

|  | Cyclocarya                                             |
|  |                                                        |
|  | \| \| Pterocarya \| \| \| \| \| \| Juglans \| \| \| \| |
|  |                                                        |
|  | Pterocarya                                             |
|  |                                                        |
|  | Juglans                                                |
|  |                                                        |

|  | Pterocarya |
|  |            |
|  | Juglans    |
|  |            |

|  | Engelhardia                                            |
|  |                                                        |
|  | \| \| Alfaroa \| \| \| \| \| \| Oreomunnea \| \| \| \| |
|  |                                                        |
|  | Alfaroa                                                |
|  |                                                        |
|  | Oreomunnea                                             |
|  |                                                        |

|  | Alfaroa    |
|  |            |
|  | Oreomunnea |
|  |            |

|  | Carya       |
|  |             |
|  | Annamocarya |
|  |             |

|  | Cyclocarya                                             |
|  |                                                        |
|  | \| \| Pterocarya \| \| \| \| \| \| Juglans \| \| \| \| |
|  |                                                        |
|  | Pterocarya                                             |
|  |                                                        |
|  | Juglans                                                |
|  |                                                        |

|  | Pterocarya |
|  |            |
|  | Juglans    |
|  |            |

|  | Cyclocarya                                             |
|  |                                                        |
|  | \| \| Pterocarya \| \| \| \| \| \| Juglans \| \| \| \| |
|  |                                                        |
|  | Pterocarya                                             |
|  |                                                        |
|  | Juglans                                                |
|  |                                                        |

|  | Pterocarya |
|  |            |
|  | Juglans    |
|  |            |

|  | Carya       |
|  |             |
|  | Annamocarya |
|  |             |

|  | Cyclocarya                                             |
|  |                                                        |
|  | \| \| Pterocarya \| \| \| \| \| \| Juglans \| \| \| \| |
|  |                                                        |
|  | Pterocarya                                             |
|  |                                                        |
|  | Juglans                                                |
|  |                                                        |

|  | Pterocarya |
|  |            |
|  | Juglans    |
|  |            |

|  | Cyclocarya                                             |
|  |                                                        |
|  | \| \| Pterocarya \| \| \| \| \| \| Juglans \| \| \| \| |
|  |                                                        |
|  | Pterocarya                                             |
|  |                                                        |
|  | Juglans                                                |
|  |                                                        |

|  | Pterocarya |
|  |            |
|  | Juglans    |
|  |            |

|  | Engelhardia                                            |
|  |                                                        |
|  | \| \| Alfaroa \| \| \| \| \| \| Oreomunnea \| \| \| \| |
|  |                                                        |
|  | Alfaroa                                                |
|  |                                                        |
|  | Oreomunnea                                             |
|  |                                                        |

|  | Alfaroa    |
|  |            |
|  | Oreomunnea |
|  |            |

|  | Carya       |
|  |             |
|  | Annamocarya |
|  |             |

|  | Cyclocarya                                             |
|  |                                                        |
|  | \| \| Pterocarya \| \| \| \| \| \| Juglans \| \| \| \| |
|  |                                                        |
|  | Pterocarya                                             |
|  |                                                        |
|  | Juglans                                                |
|  |                                                        |

|  | Pterocarya |
|  |            |
|  | Juglans    |
|  |            |

|  | Cyclocarya                                             |
|  |                                                        |
|  | \| \| Pterocarya \| \| \| \| \| \| Juglans \| \| \| \| |
|  |                                                        |
|  | Pterocarya                                             |
|  |                                                        |
|  | Juglans                                                |
|  |                                                        |

|  | Pterocarya |
|  |            |
|  | Juglans    |
|  |            |

|  | Carya       |
|  |             |
|  | Annamocarya |
|  |             |

|  | Cyclocarya                                             |
|  |                                                        |
|  | \| \| Pterocarya \| \| \| \| \| \| Juglans \| \| \| \| |
|  |                                                        |
|  | Pterocarya                                             |
|  |                                                        |
|  | Juglans                                                |
|  |                                                        |

|  | Pterocarya |
|  |            |
|  | Juglans    |
|  |            |

|  | Cyclocarya                                             |
|  |                                                        |
|  | \| \| Pterocarya \| \| \| \| \| \| Juglans \| \| \| \| |
|  |                                                        |
|  | Pterocarya                                             |
|  |                                                        |
|  | Juglans                                                |
|  |                                                        |

|  | Pterocarya |
|  |            |
|  | Juglans    |
|  |            |

|  | Engelhardia                                            |
|  |                                                        |
|  | \| \| Alfaroa \| \| \| \| \| \| Oreomunnea \| \| \| \| |
|  |                                                        |
|  | Alfaroa                                                |
|  |                                                        |
|  | Oreomunnea                                             |
|  |                                                        |

|  | Alfaroa    |
|  |            |
|  | Oreomunnea |
|  |            |

|  | Carya       |
|  |             |
|  | Annamocarya |
|  |             |

|  | Cyclocarya                                             |
|  |                                                        |
|  | \| \| Pterocarya \| \| \| \| \| \| Juglans \| \| \| \| |
|  |                                                        |
|  | Pterocarya                                             |
|  |                                                        |
|  | Juglans                                                |
|  |                                                        |

|  | Pterocarya |
|  |            |
|  | Juglans    |
|  |            |

|  | Cyclocarya                                             |
|  |                                                        |
|  | \| \| Pterocarya \| \| \| \| \| \| Juglans \| \| \| \| |
|  |                                                        |
|  | Pterocarya                                             |
|  |                                                        |
|  | Juglans                                                |
|  |                                                        |

|  | Pterocarya |
|  |            |
|  | Juglans    |
|  |            |

|  | Carya       |
|  |             |
|  | Annamocarya |
|  |             |

|  | Cyclocarya                                             |
|  |                                                        |
|  | \| \| Pterocarya \| \| \| \| \| \| Juglans \| \| \| \| |
|  |                                                        |
|  | Pterocarya                                             |
|  |                                                        |
|  | Juglans                                                |
|  |                                                        |

|  | Pterocarya |
|  |            |
|  | Juglans    |
|  |            |

|  | Cyclocarya                                             |
|  |                                                        |
|  | \| \| Pterocarya \| \| \| \| \| \| Juglans \| \| \| \| |
|  |                                                        |
|  | Pterocarya                                             |
|  |                                                        |
|  | Juglans                                                |
|  |                                                        |

|  | Pterocarya |
|  |            |
|  | Juglans    |
|  |            |

|  | Engelhardia                                            |
|  |                                                        |
|  | \| \| Alfaroa \| \| \| \| \| \| Oreomunnea \| \| \| \| |
|  |                                                        |
|  | Alfaroa                                                |
|  |                                                        |
|  | Oreomunnea                                             |
|  |                                                        |

|  | Alfaroa    |
|  |            |
|  | Oreomunnea |
|  |            |

|  | Carya       |
|  |             |
|  | Annamocarya |
|  |             |

|  | Cyclocarya                                             |
|  |                                                        |
|  | \| \| Pterocarya \| \| \| \| \| \| Juglans \| \| \| \| |
|  |                                                        |
|  | Pterocarya                                             |
|  |                                                        |
|  | Juglans                                                |
|  |                                                        |

|  | Pterocarya |
|  |            |
|  | Juglans    |
|  |            |

|  | Cyclocarya                                             |
|  |                                                        |
|  | \| \| Pterocarya \| \| \| \| \| \| Juglans \| \| \| \| |
|  |                                                        |
|  | Pterocarya                                             |
|  |                                                        |
|  | Juglans                                                |
|  |                                                        |

|  | Pterocarya |
|  |            |
|  | Juglans    |
|  |            |

|  | Carya       |
|  |             |
|  | Annamocarya |
|  |             |

|  | Cyclocarya                                             |
|  |                                                        |
|  | \| \| Pterocarya \| \| \| \| \| \| Juglans \| \| \| \| |
|  |                                                        |
|  | Pterocarya                                             |
|  |                                                        |
|  | Juglans                                                |
|  |                                                        |

|  | Pterocarya |
|  |            |
|  | Juglans    |
|  |            |

|  | Cyclocarya                                             |
|  |                                                        |
|  | \| \| Pterocarya \| \| \| \| \| \| Juglans \| \| \| \| |
|  |                                                        |
|  | Pterocarya                                             |
|  |                                                        |
|  | Juglans                                                |
|  |                                                        |

|  | Pterocarya |
|  |            |
|  | Juglans    |
|  |            |

|  | Engelhardia                                            |
|  |                                                        |
|  | \| \| Alfaroa \| \| \| \| \| \| Oreomunnea \| \| \| \| |
|  |                                                        |
|  | Alfaroa                                                |
|  |                                                        |
|  | Oreomunnea                                             |
|  |                                                        |

|  | Alfaroa    |
|  |            |
|  | Oreomunnea |
|  |            |

|  | Carya       |
|  |             |
|  | Annamocarya |
|  |             |

|  | Cyclocarya                                             |
|  |                                                        |
|  | \| \| Pterocarya \| \| \| \| \| \| Juglans \| \| \| \| |
|  |                                                        |
|  | Pterocarya                                             |
|  |                                                        |
|  | Juglans                                                |
|  |                                                        |

|  | Pterocarya |
|  |            |
|  | Juglans    |
|  |            |

|  | Cyclocarya                                             |
|  |                                                        |
|  | \| \| Pterocarya \| \| \| \| \| \| Juglans \| \| \| \| |
|  |                                                        |
|  | Pterocarya                                             |
|  |                                                        |
|  | Juglans                                                |
|  |                                                        |

|  | Pterocarya |
|  |            |
|  | Juglans    |
|  |            |

|  | Carya       |
|  |             |
|  | Annamocarya |
|  |             |

|  | Cyclocarya                                             |
|  |                                                        |
|  | \| \| Pterocarya \| \| \| \| \| \| Juglans \| \| \| \| |
|  |                                                        |
|  | Pterocarya                                             |
|  |                                                        |
|  | Juglans                                                |
|  |                                                        |

|  | Pterocarya |
|  |            |
|  | Juglans    |
|  |            |

|  | Cyclocarya                                             |
|  |                                                        |
|  | \| \| Pterocarya \| \| \| \| \| \| Juglans \| \| \| \| |
|  |                                                        |
|  | Pterocarya                                             |
|  |                                                        |
|  | Juglans                                                |
|  |                                                        |

|  | Pterocarya |
|  |            |
|  | Juglans    |
|  |            |

|  | Engelhardia                                            |
|  |                                                        |
|  | \| \| Alfaroa \| \| \| \| \| \| Oreomunnea \| \| \| \| |
|  |                                                        |
|  | Alfaroa                                                |
|  |                                                        |
|  | Oreomunnea                                             |
|  |                                                        |

|  | Alfaroa    |
|  |            |
|  | Oreomunnea |
|  |            |

|  | Carya       |
|  |             |
|  | Annamocarya |
|  |             |

|  | Cyclocarya                                             |
|  |                                                        |
|  | \| \| Pterocarya \| \| \| \| \| \| Juglans \| \| \| \| |
|  |                                                        |
|  | Pterocarya                                             |
|  |                                                        |
|  | Juglans                                                |
|  |                                                        |

|  | Pterocarya |
|  |            |
|  | Juglans    |
|  |            |

|  | Cyclocarya                                             |
|  |                                                        |
|  | \| \| Pterocarya \| \| \| \| \| \| Juglans \| \| \| \| |
|  |                                                        |
|  | Pterocarya                                             |
|  |                                                        |
|  | Juglans                                                |
|  |                                                        |

|  | Pterocarya |
|  |            |
|  | Juglans    |
|  |            |

|  | Carya       |
|  |             |
|  | Annamocarya |
|  |             |

|  | Cyclocarya                                             |
|  |                                                        |
|  | \| \| Pterocarya \| \| \| \| \| \| Juglans \| \| \| \| |
|  |                                                        |
|  | Pterocarya                                             |
|  |                                                        |
|  | Juglans                                                |
|  |                                                        |

|  | Pterocarya |
|  |            |
|  | Juglans    |
|  |            |

|  | Cyclocarya                                             |
|  |                                                        |
|  | \| \| Pterocarya \| \| \| \| \| \| Juglans \| \| \| \| |
|  |                                                        |
|  | Pterocarya                                             |
|  |                                                        |
|  | Juglans                                                |
|  |                                                        |

|  | Pterocarya |
|  |            |
|  | Juglans    |
|  |            |

|  | Engelhardia                                            |
|  |                                                        |
|  | \| \| Alfaroa \| \| \| \| \| \| Oreomunnea \| \| \| \| |
|  |                                                        |
|  | Alfaroa                                                |
|  |                                                        |
|  | Oreomunnea                                             |
|  |                                                        |

|  | Alfaroa    |
|  |            |
|  | Oreomunnea |
|  |            |

|  | Carya       |
|  |             |
|  | Annamocarya |
|  |             |

|  | Cyclocarya                                             |
|  |                                                        |
|  | \| \| Pterocarya \| \| \| \| \| \| Juglans \| \| \| \| |
|  |                                                        |
|  | Pterocarya                                             |
|  |                                                        |
|  | Juglans                                                |
|  |                                                        |

|  | Pterocarya |
|  |            |
|  | Juglans    |
|  |            |

|  | Cyclocarya                                             |
|  |                                                        |
|  | \| \| Pterocarya \| \| \| \| \| \| Juglans \| \| \| \| |
|  |                                                        |
|  | Pterocarya                                             |
|  |                                                        |
|  | Juglans                                                |
|  |                                                        |

|  | Pterocarya |
|  |            |
|  | Juglans    |
|  |            |

|  | Carya       |
|  |             |
|  | Annamocarya |
|  |             |

|  | Cyclocarya                                             |
|  |                                                        |
|  | \| \| Pterocarya \| \| \| \| \| \| Juglans \| \| \| \| |
|  |                                                        |
|  | Pterocarya                                             |
|  |                                                        |
|  | Juglans                                                |
|  |                                                        |

|  | Pterocarya |
|  |            |
|  | Juglans    |
|  |            |

|  | Cyclocarya                                             |
|  |                                                        |
|  | \| \| Pterocarya \| \| \| \| \| \| Juglans \| \| \| \| |
|  |                                                        |
|  | Pterocarya                                             |
|  |                                                        |
|  | Juglans                                                |
|  |                                                        |

|  | Pterocarya |
|  |            |
|  | Juglans    |
|  |            |

## Galería de imágenes

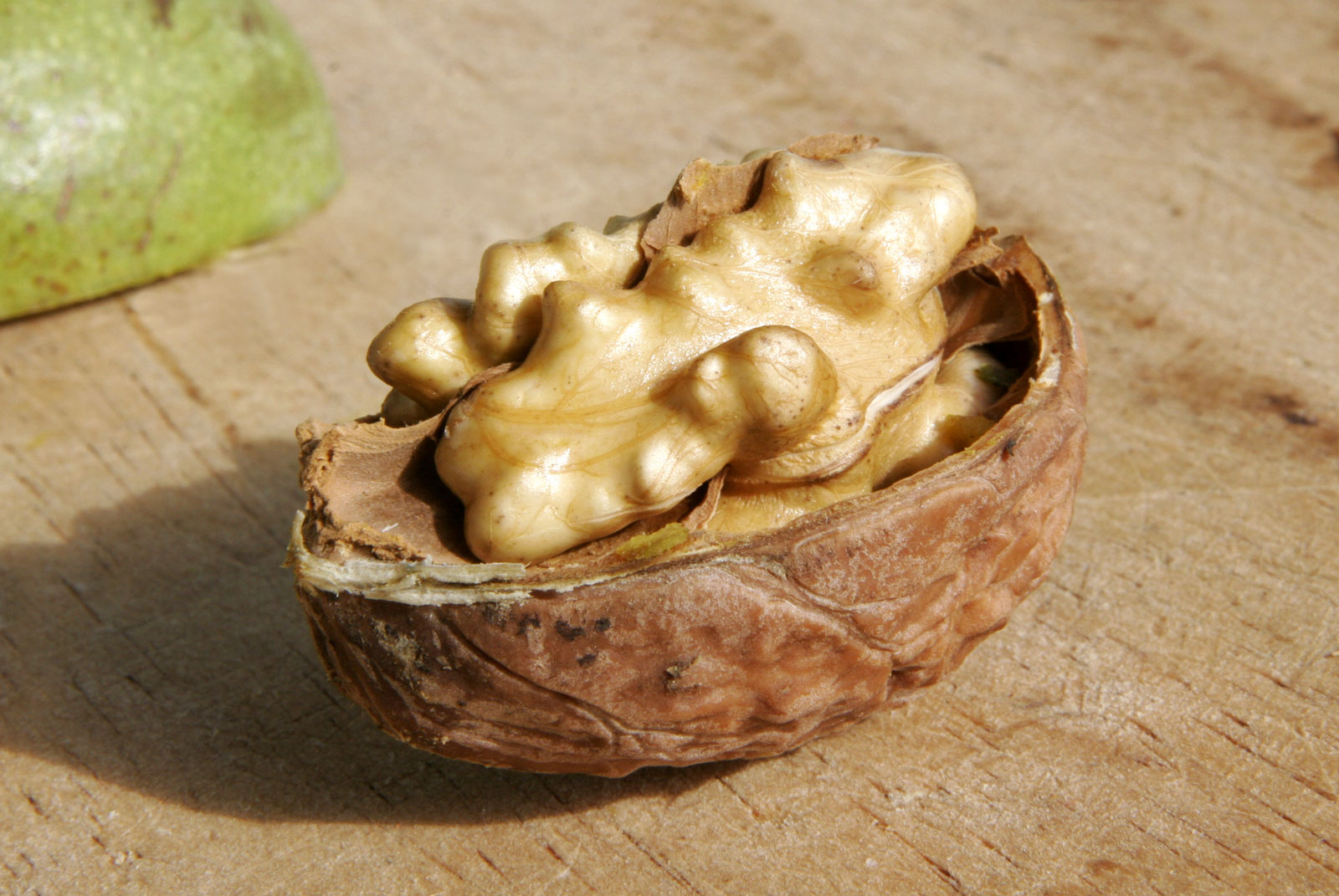
"Nuez" abierta de Juglans regia.
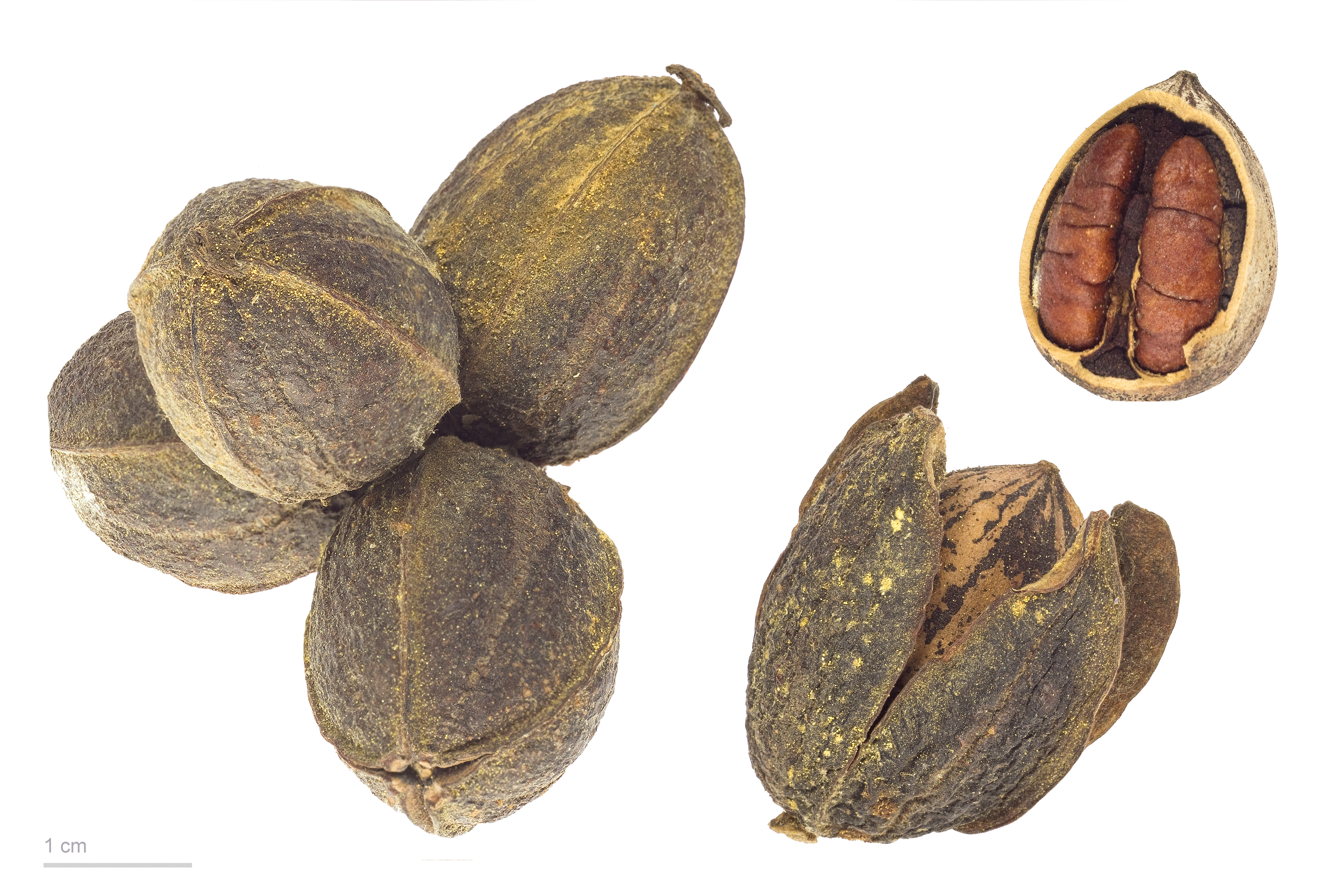
"Nueces pacana" (Carya illinoinensis).